# Gruppe N
Die Gruppe N bezeichnet im FIA Automobilsport eine bestimmte Bearbeitungsstufe von Personenkraftwagen ab den 1980ern bis heute.

## Bearbeitungsstufe und Bestimmungen
Diese Bearbeitungsstufen wurden von der FIA eingeteilt – und zwar nach Gruppe N, A, B usw. Von diesen Gruppen ist die Gruppe N die „mildeste“ Tuningstufe. In der nächstfreieren Gruppe A dürfen alle Serienteile bearbeitet werden. Das bedeutet, dass in der Gr. N alle nicht ausdrücklich durch das vorliegende Reglement erlaubten Änderungen verboten sind. Auch das äußere Erscheinungsbild der Fahrzeuge bleibt unverändert. Die Kotflügel dürfen nicht modifiziert werden. Am Fahrwerk ist der Austausch von Stoßdämpfern und Federn mit gewissen Einschränkungen erlaubt.
Die technischen Ausgangsdaten stehen im Gruppe-A- und N-Homologationsblatt. Die einzelnen Bestimmungen für die Gruppe N stehen im Artikel 254 des ISG der FIA. Der Vorläufer der Gruppe N war die im davor gültigen Reglement beschriebene Gruppe 1.
Die Bestimmungen der Gruppe N sind nur anwendbar auf Produktionswagen, die 4 Sitze aufweisen müssen. Die Mindeststückzahl beträgt 2.500 Einheiten in 12 Kalendermonaten. Liefervarianten (VN) der Gruppe A (Tourenwagen) gelten auch für Gruppe N (Produktionswagen). Ausstattungsvarianten (VO) der Gruppe A gelten nicht für die Gruppe N, Ausnahmen siehe Katalog im Link weiter unten.

### Hubraumklassen
Innerhalb der Gruppe N werden die Fahrzeuge nach Hubraumklassen unterteilt. Gebräuchlich sind heute die Klassen
- bis 1400 cm³
- über 1400 bis 1600 cm³
- über 1600 bis 2000 cm³
- über 2000 bis 3000 cm³
- über 3000 cm³

Bis ca. 1980 war auch eine Unterteilung der Klasse bis 1400 cm³ üblich. Die Hubraumgrenzen betrugen 700, 850, 1000, 1150 und 1300 cm³. Wegen der oben beschriebenen Mindeststückzahl waren z. B. die Autos von Carlo Abarth nicht in der seriennächsten Klasse homologiert.

## Gültigkeitsdauer der Homologation
Die Gruppe-N-Homologation wird vom Fahrzeughersteller bei der FIA vorgenommen und gegebenenfalls, abhängig von der Herstellungszeit des Typs und anderen Marketing- und Kostenerwägungen, verlängert. Der Hersteller beantragt auch sogenannte Nachträge zum ursprünglichen Homologationsblatt, die nachträgliche Ausstattungsvarianten beschreiben und vollständig mit den Homologationsunterlagen und dem Wagenpass zu Rennveranstaltungen mitgeführt werden sollten.
Nach Ablauf der Homologationsgültigkeit werden die Homologationen für Fahrzeuge der Gruppen N und A für den DMSB-Bereich automatisch um 3 Jahre verlängert (Gruppe DN und DA). Es gelten die aktuell gültigen technischen Bestimmungen der Gruppe A bzw. Gruppe N. Die nationalen Gruppe-A- und N-Homologationen sind gültig im gesamten DMSB-Bereich, mit Ausnahme von Wettbewerben mit FIA-Prädikat. Eine aktuelle Liste der aktuell gültigen Homologationen und Laufzeiten gibt es auf den Webseiten des DMSB.
Nach Ablauf der DN-Homologation muss ein Gruppe-N-Fahrzeug entweder in eine „offene Klasse“ wie Gruppe H wechseln, oder kann beispielsweise nach dem vom DMSB 2006 geschaffenen neuen Reglement in der Division 6 der historischen CTC/CGT (Classic-Touring-Cars/Classic GT) starten (für Gruppe N gültig für Baujahre 1982 bis einschließlich 1996).
Dieses Reglement soll den Start von Tourenwagen und GT-Fahrzeugen ermöglichen, wie sie in den Jahren zwischen 1966 und 1996 im Einsatz waren (Ablauf der DA- bzw. N-Homologation). Zugelassen sind Tourenwagen und GT-Fahrzeuge, die in der Zeit zwischen 1966 und 1996 inkl. in den Gruppen 1, 2, 3, 4, 5, N, A oder B FIA-homologiert waren (siehe Artikel 2). Die Fahrzeuge müssen den damaligen FIA-Vorschriften und den nachstehenden Bestimmungen entsprechen, welche Vorrang haben.

## Gewicht
Das N-Homologationsblatt gibt unter Nr. 201 ein Mindestgewicht an. Dieses ist unter allen Umständen einzuhalten und wird vorzugsweise in den Rennpausen geprüft. Ballast darf verwendet werden; dieser ist zu deklarieren und zu plombieren. Gemessen wird das Fahrzeug „so wie es ist“, das heißt mit aktuellem Füllstand aller Flüssigkeiten, aber ohne Fahrer, Helm etc.

## Freigestellte Teile
- Kupplungsscheibe
- Fahrwerksfedern mit Einschränkungen
- Stoßdämpfer mit Einschränkungen: die Anzahl darf nicht verändert werden
- Radbolzen und -muttern
- Felgen; diese müssen aber der Dimension des Homologationsblattes entsprechen
- Reifen; je nach Veranstaltung Einschränkungen möglich
- Bremsbeläge, hydraulische Handbremse
- Sitze; diese müssen der Serie entsprechen oder eine separate, zeitlich begrenzte Homologation haben
- Kraftstofftank; dieser unterliegt dann aber strengen Sicherheitsbestimmungen
- Benzin- und Hydraulikleitungen
- alles Zubehör, das keinen Einfluss auf das Fahrverhalten ausübt, also Radio, Schiebedach, Beleuchtung, Lenkrad, je nach Ausschreibung die Auspuffanlage. Einschränkungen bezüglich der Geräuschemissionen sind möglich, je nach Veranstaltung, z. B. bei Rallyes nach der StVZO.

## Erlaubte Änderungen
Alle nicht ausdrücklich erlaubten Bearbeitungen sind verboten. Es dürfen schadhafte Teile nur durch Originalteile ersetzt werden. Das kann zu einem Konflikt führen, wenn die Nockenwelle ausgetauscht wird. Ob sie wirklich schadhaft war, kann an der Rennstrecke niemand nachprüfen, da schadhafte Teile so gut wie immer entsorgt werden.

### Nockenwelle, Auspuff und Motorsteuerung
Die neu einzubauende Nockenwelle ist mit einer gewissen Genauigkeit im Gruppe-N-Homologationsblatt beschrieben. Die Kunst des Motortuners liegt nun darin, eine Nockenwelle zu finden, die diesen mechanischen Maßen entspricht, aber eine Mehrleistung erzielen kann.
In diesem Zusammenhang ist wichtig, dass (fast immer) die Auspuffanlage freigestellt ist, und der Mikroprozessor in der elektrischen Motorsteuerung. Durch Feinarbeit mit vielen Prüfstandläufen wird mit diesen drei Variablen (Nockenwelle, Steuerung, Auspuffanlage) die Leistung des Motors um 10 bis 20 Prozent, in extremen Fällen auch mehr, gesteigert. Hierbei ist oft schon der Klang des Motors aufschlussreich. Stärkere Steigerungen sind bei aufgeladenen Motoren möglich, da der Ladedruck unmittelbar über die Motorsteuerung geregelt wird. Heute reicht eine Veränderungen der Kennfelder im Steuergerät (ECU-Mapping), um die Charakteristik des Motors von hochtourig zu durchzugskräftig zu ändern. Dabei werden hauptsächlich Eigenschaften wie Zündzeitpunkt und AFR-Kennfelder (Luft/Kraftstoff-Gemisch) sowie der maximale Ladedruck in Abhängigkeit von Motorlast und Drehzahl („Turbo-Dynamics-Table“, nur bei Fahrzeugen mit Abgasturbo-Aufladung) angepasst. In früheren Jahren war dazu ein Wechsel der Nockenwelle nötig. Beim Anstieg der Abgastemperatur zieht dies noch Anpassungen an Ventilen und Kolben nach sich.

### Federn und Stoßdämpfer
Gewindefahrwerke sind erlaubt. Dadurch ist eine gewisse Tieferlegung möglich. Das im N-Homologationsblatt angegebene Maß Nr. 205: „Mindesthöhe zwischen Radnabe und Radkasten“ muss im Rahmen der Toleranzen eingehalten werden.

## Straßenzulassung
Ein Auto der Gruppe N ist mit Einschränkungen zulassungsfähig. Das TÜV-technische Grenzkriterium ist der Schallpegel, der unter Prüfungsbedingungen (nicht bei Maximal- oder Nenndrehzahl, sondern teils deutlich darunter) gemessen wird. Im späteren Betrieb bei höheren Drehzahlen wird der Nennpegel mit Sicherheit überschritten.
Nicht zulässig ist der allgemeine Straßenbetrieb auf sogenannten Slicks, sprich Rennreifen, weswegen Reifen-/Felgensätze als Gepäck transportiert werden oder die Fahrer auf Semi-Slicks (mit dem EU-weit geltenden ECE-Prüfzeichen) zurückgreifen. Zudem ist der Fahrkomfort eingeschränkt und die Geräuschentwicklung, nicht nur durch den Auspuff, kann lästig sein. Trotzdem gibt es vornehmlich im Automobil-Slalom Teilnehmer, die auf eigener Achse zur Veranstaltung kommen. Meist sind finanzielle Gründe maßgebend (Anhänger und Zugfahrzeug entfallen), aber auch das Tempo auf der Anreise liegt deutlich höher als mit einem Gespann.